# Milschot
Milschot is een buurtschap in de gemeente Gemert-Bakel, in de Nederlandse provincie Noord-Brabant. De buurtschap ligt ten zuiden van De Mortel en ten noorden van de buurtschap Grotel en het Grotelsche Bos.

## Toponymie
De naam Milschot werd vroeger als Middelschoot geschreven. Het toponiem schoot betekent: vooruitgeschoven stuk bos in een moerassig gebied.

## Geschiedenis
Middelschoot of Milschot was een van de oudste bezittingen van de Duitse Orde te Gemert en tevens de grootste hoeve. De eerste vermelding stamt uit 1421. Sedert de 14e eeuw komt het de naam ook voor als familienaam. Een voorbeeld van één der telgen van dit geslacht is Willem van Middelschoot, die omstreeks 1390 de president-schepen was van Gemert. Hij was ongehoorzaam aan de Duitse Orde, want regelmatig was er strijd tussen de heer van Gemert en de Commandeur. Als straf moest hij een pelgrimage naar Santiago de Compostella ondernemen.
In 1809 kwamen de bezittingen van de Duitse Orde te vervallen, maar de hoeve ging over op de kasteelheren van Gemert, en wel achtereenvolgens de families Van Riemsdijk, Lüps, en Scheidius. Everard Hugo Scheidius gaf in 1880 opdracht tot sloop en daaropvolgende nieuwbouw van de hoeve. In 1908 werd deze hoeve door de huidige vervangen.

## Natuur en landschap
Milschot ligt op de overgang tussen een droog bosgebied, dat aansluit bij de Nederheide en een lager gelegen landbouwgebied dat samenhangt met het dal van de Snelle Loop. Men heeft in Milschot een rijtje ouderwetse houten telefoonpalen met bijbehorende isolatoren en draden neergezet, mede ten behoeve van de vogels. 
Het broekbos Biezen en Milschot ligt ten zuidwesten van Milschot, in de gemeente Laarbeek.
Dorpen: Bakel · De Mortel · De Rips · Elsendorp · Gemert · Handel · Milheeze

Buurtschappen: Bakelsebrug · Bankert · Benthem · Deelse Kampen · De Klef · De Wind · Doonheide · Esdonk · Esp · Geneneind · Grotel · Heidveld · Hilakker · Hoeven · Hoogen-Aarle · Kaweide · Kivitsbraak · Koks · Kuundert · Mathijseind · Milschot · Muizenhol · Neerstraat · Nuijeneind · Overschot · Pandelaar · Pandelaarse Kampen · Ravensgat · Ren · Rootvlaas · Scheepstal · Schouw · Schutsboom · Speurgt · Tereyken · Verreheide · Vossenberg · Wolfsbosch · Zaarvlaas · Zand

Voormalige buurtschappen: Boekent

Noord-Brabant: Steden en dorpen      Nederland: Provincies · Gemeenten